# Rhynchortyx cinctus
Rhynchortyx cinctus е вид птица от семейство Odontophoridae, единствен представител на род Rhynchortyx.

## Разпространение
Видът е разпространен в Еквадор, Колумбия, Коста Рика, Никарагуа, Панама и Хондурас.